# Église Saint-Élie de Mochino
 (avril 2023).
L’église Saint-Prophète-Élie (bulgare : църква Свети Пророк Илия), ou simplement église Saint-Élie, est un édifice religieux orthodoxe bulgare situé à Pernik, en Bulgarie.

## Histoire
L’église est élevée en 1839 par les habitants du village de Mochino (actuellement quartier de Pernik).